# Тараторкіна Ганна Георгіївна
Ганна Георгіївна Тараторкіна (рос. Анна Георгиевна Тараторкина; нар. 8 жовтня 1982, Москва) — російська акторка театру та кіно.

## Життєпис
Народилася 8 жовтня 1982 року в Москві. Батько — актор Георгій Тараторкін, мати — акторка та письменниця Катерина Маркова. У Ганни Тараторкіної є старший брат Пилип. У шкільні роки Ганна Тараторкіна виявляла непогані здібності до вивчення мов.
У 2004 році закінчила Вище театральне училище імені М. С. Щепкіна (майстер Віктор Коршунов).
З 2004 року працює у Російському академічному молодіжному театрі.
Бере участь в спектаклях театру імені Моссовєта.

## Особисте життя
Зі своїм майбутнім чоловіком Олександром Ратніковим Ганна Тараторкіна познайомилася на знімальному майданчику стрічки «Служби довіри». Подружжя виховує сина Микиту (нар. 2010).

## Творчість

### Ролі в театрі
Дипломні роботи
- «Безіменна зірка» — Мона;
- «Три сестри» — Ольга;
- «Слуга двох панів» — Беатріче;
- «Гроза» — Напівбожевільним пані.

Державний Академічний театр імені Моссовєта
- «Король Лір». Режисер: Павло Хомський — Корделія

Театральний центр на Страсному
- «Мумі Троль і комета». Режисер: Костянтин Богомолов — Фрекен Снорк

Антреприза
- «Найдорожче-безкоштовно». Режисер: Ю.Еремін — Кадзуко;
- «Американські гірки». Режисер: А.Назаров — Жюльєтт.

Російський академічний молодіжний театр
- 2005 — «Чисто англійський привид» О.Вайлда — Вірджинія
- 1989 — «Пригоди Тома Сойєра» М.Твена. Режисер: Дж. Кренні — Агнес
- 2005 — «Інь і Ян. Чорна версія» Б.Акуніна. Режисер: Олексій Бородін — Інга
- 2005 — «Інь і Ян. Біла версія» Б.Акуніна. Режисер: Олексій Бородін — Інга
- 2005 — «Попелюшка» Є. Шварца. Режисер: Олексій Бородін — Анна
- 2007 — «Берег утопії. 1 частина. Подорож». Режисер: Олексій Бородін — Олександра, дочка Олександра Бакуніна
- 2007 — «Берег утопії. 2 частина. Корабельна аварія». Режисер: Олексій Бородін — Марія Огарьова, дружина Миколи Огарьова
- 2007 — «Берег утопії. 3 частина. Викинуті на берег». Режисер: Олексій Бородін — Ольга доросла
- 2002 — «Ераст Фандорін» Б. Акуніна. Режисер: Олексій Бородін — Перша дама
- 2010 — «Чехов-ГАЛА». Режисер: Олексій Бородін — Тетяна Олексіївна

### Фільмографія
- 1991 — «Виплодок пекла» — дочка губернатора
- 2005 — «Останній бій майора Пугачова» — полька
- 2005 — «Аеропорт»
- 2006 — «Хто приходить у зимовий вечір...» — Лєна
- 2006 — «Невірність» — Ніна Кожем'якіна
- 2006 — «Скрипалька»
- 2006 — «Служба довіри» — Рита, однокурсниця Дмитра Мисіна
- 2007 — «07-й змінює курс» — Ольга Краснова
- 2008 — «Дівчинка» — Оля
- 2008 — «Жорстокий бізнес» — Віра
- 2008 — «Чемпіон»
- 2009 — «Хіромант 2» — Людмила
- 2010 — «Щасливий кінець» — Альона, ветеринарний лікар
- 2010 — «Смертельна сутичка» — Ольга Єршова, старший лейтенант
- 2011 — «Земля людей» — Тамара
- 2011 — «Врятувати чоловіка» — Ольга, вчителька
- 2012 — «Мати виходить заміж» — Світлана, подруга Марини
- 2013 — «Легальний допінг» — Маша, сестра Люди
- 2013 — «Приватний детектив Тетяна Іванова» — Тетяна Іванова
- 2014 — «Свати» — Інга
- 2014 — «Свати 2» — Інга
- 2015 — «Уламки кришталевої туфельки» — Олена, дружина Павла
- 2016 — «Першокурсниця» — Віра Павлова
- 2016 — «Бійцівський зрив» — Маша
- 2016 — «Коваль мого щастя» — Валентина Зорькін
- 2016 — «Невдачлива» —Ніна
- 2016 — «Штрафник» — Тося
- 2017 — «Лікар Ріхтер» — Ганна
- 2016 — «Потапов і Люся» — Надя
- 2016 — «Любов з усіма зупинками»
- 2019 — «Я заплачу завтра» — Олена (головна роль)

## Призи та нагороди
- 2012 — переможниця у номінації «Найкраща жіноча роль» за фільм «Земля людей» режисера С. Говорухіна на IV Міжнародному фестивалі ім. В. Леонтьєвої «Від щирого серця».
- 2007 — приз в номінації «Нова зірка» за найкращий дебют у фільмі В. Потапова «07-й змінює курс» на Міжнародному фестивалі акторів кіно «Сузір'я».